# Harold Gilman

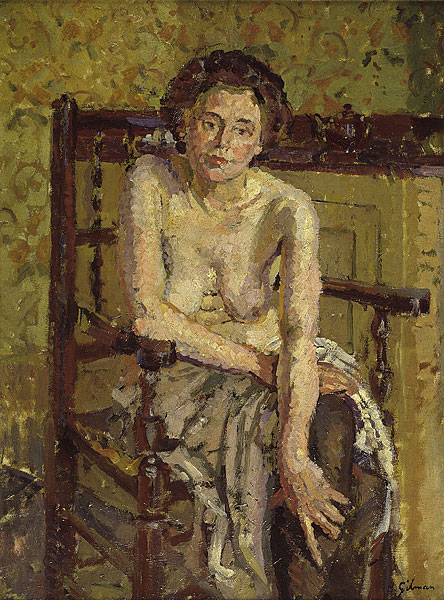
Clarissa (um 1911), in Privatbesitz

Harold John Wilde Gilman (* 11. Februar 1876 Rode, in Somerset; † 12. Februar 1919) war ein englischer Maler von Interieurs, Porträts und Landschaften. Er war Gründungsmitglied der Camden Town Group.

## Werdegang
Harold Gilman besuchte von 1885 bis 1890 die Abingdon School in Berkshire, ab 1890 die Tonbridge Schule in Kent. 1894 ging er an die Universität Oxford und ein Jahr später als Lehrer nach Odessa. Im Jahr 1896 begann er seine künstlerische Ausbildung an der Hastings School of Art und besuchte von 1897 bis 1891 die Slade School of Fine Art. Anschließend verbrachte er zu Studienzwecken ein Jahr in Spanien, mit besonderem Interesse für die Werke von Velázquez, Goya und James Whistler. In Madrid traf er seine Frau, die Künstlerin Grace Cornelia Canedy (1864–1957), die er 1902 ehelichte. Das Paar kehrte Ende desselben Jahres zurück nach England.
Gilman war mit Walter Sickert 1907 Gründungsmitglied der Fitzroy Street Group und 1911 der Camden Town Group in London. Diese Gruppe widmete sich vor allem dem Alltäglichen des modernen Lebens. Seine Frau zog 1910 mit den drei gemeinsamen Kindern nach Chicago. Daraufhin reiste Gilman durch die postimpressionistische Ausstellung in der Grafton Galleries beeindruckt, mit Charles Ginner nach Paris und löste sich anschließend von dem Einfluss Sickers. Gilman erweiterte seine Farbpalette und nutzte nach dem Vorbild von van Gogh, Gauguin und Signac ausdrucksstärkere Farben. Gilman galt mit Ginner ab 1913 als Neo-Realist.
Gilman starb 1919 an der in Europa grassierenden Spanischen Grippe.